# Brachydoxa vagula
Brachydoxa vagula är en fjärilsart som beskrevs av Edward Meyrick 1919. Brachydoxa vagula ingår i släktet Brachydoxa och familjen äkta malar. Inga underarter finns listade i Catalogue of Life.